# Świńskie Kępy
Świńskie Kępy – grupa 7 wysp w północno-zachodniej Polsce, przy północno-zachodniej części jeziora Wicko Wielkie.
Administracyjnie należą do miasta Świnoujście. Wyspy wchodzą w obszar Wolińskiego Parku Narodowego. Znajdują się w obszarze specjalnej ochrony ptaków „Delta Świny” oraz obszarze ochrony siedlisk „Wolin i Uznam”.
Nazwę Świńskie Kępy wprowadzono urzędowo rozporządzeniem w 1949 roku, zastępując poprzednią niemiecką nazwę wyspy – Schweins-Köpfe.